# Biatlon na Zimskih olimpijskih igrah 1964
Biatlon na Zimskih olimpijskih igrah 1964.

## Moški

### 20 km posamično
| Poz | Biatlonec           | Čas teka  | ZS | Skupni čas |
| --- | ------------------- | --------- | -- | ---------- |
| 1   | Vladimir Melanin    | 1:20:26,8 | 0  | 1:20:26,8  |
| 2   | Aleksander Privalov | 1:23:42,5 | 0  | 1:23:42,5  |
| .   | Olav Jordet         | 1:22:38,8 | 1  | 1:24:38,8  |
| 4,  | Ragnar Tveiten      | 1:19:52,5 | 3  | 1:25:52,5  |
| 5,  | Vilmoş Gheorghe     | 1:22:18,0 | 2  | 1:26:18,0  |
| 6,  | Józef Rubiś         | 1:22:31,6 | 2  | 1:26:31,6  |
| 7,  | Valentin Pšenicin   | 1:22:59,0 | 2  | 1:26:59,0  |
| 8,  | Hannu Posti         | 1:25:16,5 | 1  | 1:27:16,5  |